# Stella Artois
Stella Artois est une bière brassée depuis 1926. Originaire de Belgique, cette pilsner blonde est célèbre pour sa qualité, son goût raffiné et son histoire riche qui remonte à plusieurs siècles.

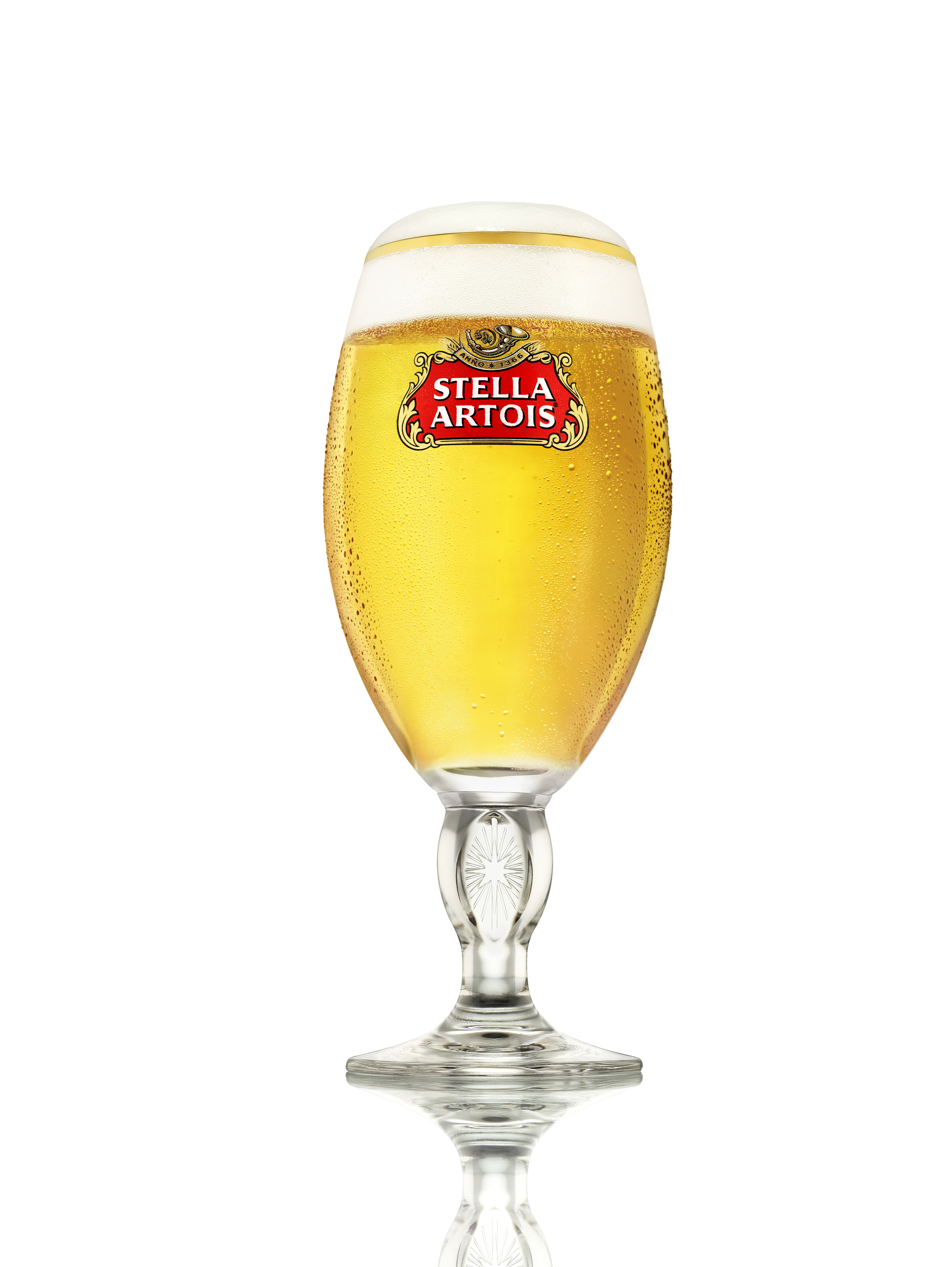
Un verre de Stella Artois.

## Histoire

### Origines et fondation

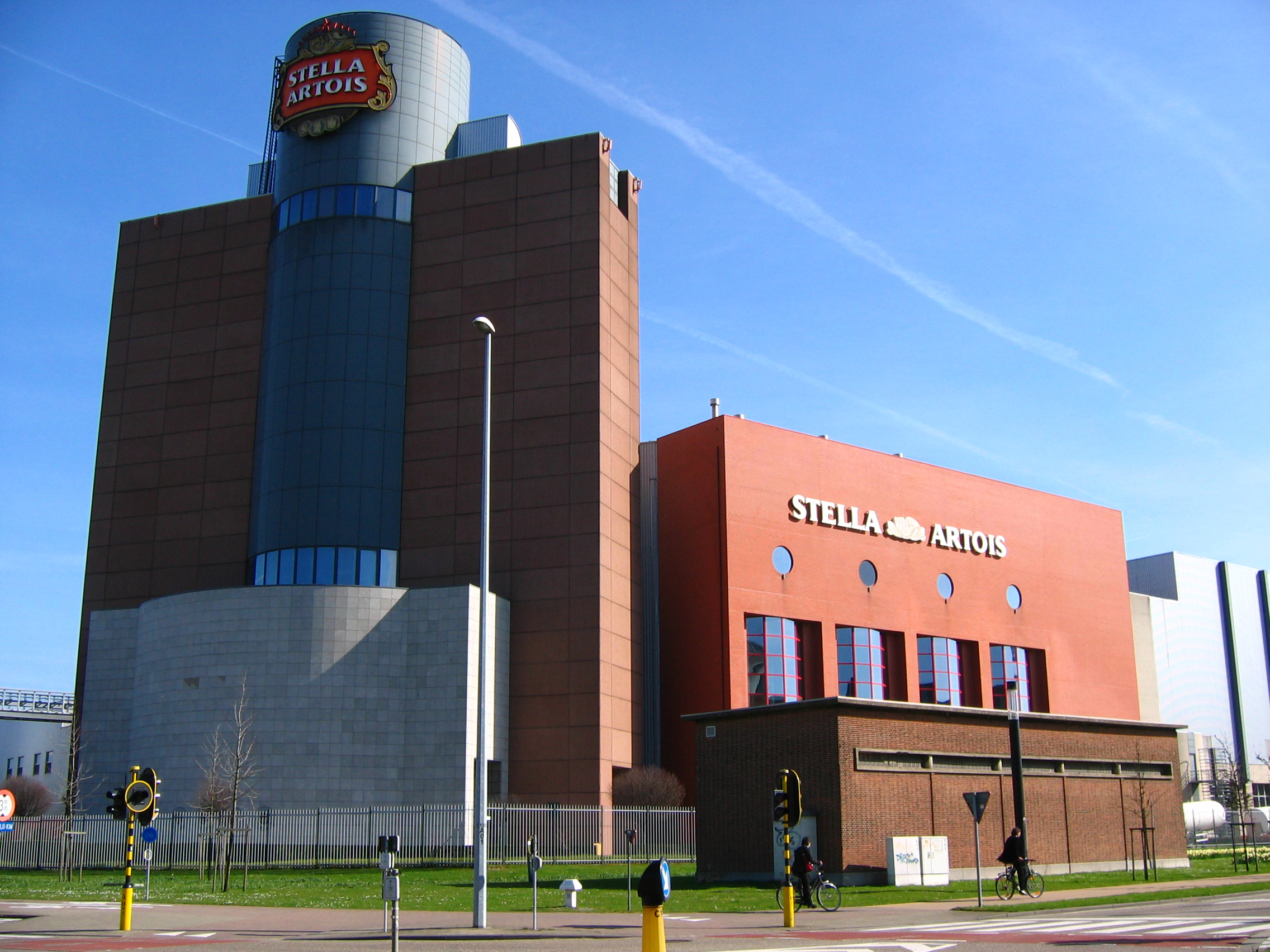
Brasserie Stella Artois à Louvain, Belgique

Stella Artois trouve ses racines en 1366, lorsque la brasserie Den Hoorn fut fondée à Louvain, en Belgique. Den Hoorn joua un rôle central dans la communauté, et son nom, signifiant « la corne », devint un symbole de qualité et de tradition brassicole.
En 1708, Sébastien Artois rejoignit la brasserie en tant que maître brasseur. En 1717, il acheta Den Hoorn et rebaptisa la brasserie « Brouwerij Artois ». La bière Stella Artois, dont le nom signifie « étoile » en latin, fut lancée pour la première fois en 1926 comme bière de Noël et devint rapidement populaire pour son goût et sa qualité. Stella veut dire étoile en latin et les premiers panneaux publicitaires la présentaient devant l'étoile de Noël.

## Développement et expansion

### Fusion et internationalisation
En 2004, la brasserie Artois a fusionné avec la société brésilienne AmBev pour former InBev, créant ainsi l'un des plus grands groupes brassicoles au monde. Cette fusion a permis à Stella Artois de s'implanter sur de nouveaux marchés et de renforcer sa présence internationale. En 2008, InBev a acquis Anheuser-Busch, formant Anheuser-Busch InBev (AB InBev), le plus grand brasseur au monde,.

### Stratégie de marque et marketing
Stella Artois a toujours mis l'accent sur son héritage et sa qualité dans sa stratégie marketing. La marque est souvent associée à des campagnes publicitaires élégantes et sophistiquées, visant à positionner Stella Artois comme une bière premium. Des initiatives telles que la « Chalice », un verre spécialement conçu pour optimiser l'expérience de dégustation, ont renforcé cette image de qualité et de tradition.

## Impact économique et culturel

### Contribution économique
Stella Artois contribue de manière significative à l'économie belge et mondiale. La brasserie de Louvain emploie des centaines de personnes et soutient de nombreux emplois indirects. À l'international, Stella Artois est l'une des marques phare d'AB InBev, contribuant aux revenus et à la croissance de l'entreprise.

## Influence culturelle
La bière Stella Artois est également un symbole de la culture brassicole belge, reconnue par l'UNESCO comme patrimoine culturel immatériel de l'humanité,. La marque s'engage activement dans des initiatives sociales et environnementales, comme la campagne « Buy a Lady a Drink » en collaboration avec Water.org, visant à fournir de l'eau potable aux régions défavorisées,.

## Variétés
Il en existe trois variantes :
- Stella Artois qui titre à 5,0 % d’alcool.

- Stella Artois N.A. qui titre à 0,5 % d'alcool.

- Stella Artois Light qui titre à 3,4 % d'alcool.

## Slogan
Son slogan est « She is a thing of beauty ». En Grande-Bretagne elle est positionnée comme bière premium avec le slogan  « Reassuringly expensive » qui sert de base narrative à toute une série de publicités télévisées ou au cinéma,, en langue française tournées dans des décors de France rurale du début du 20e siècle avec des acteurs français, Denis Lavant notamment dans la plus connue et qui est à l'origine de la série. Le slogan suivant a longtemps été utilisé également : « Chez moi, c'est près de ma Stella. ».

## Galerie de verres

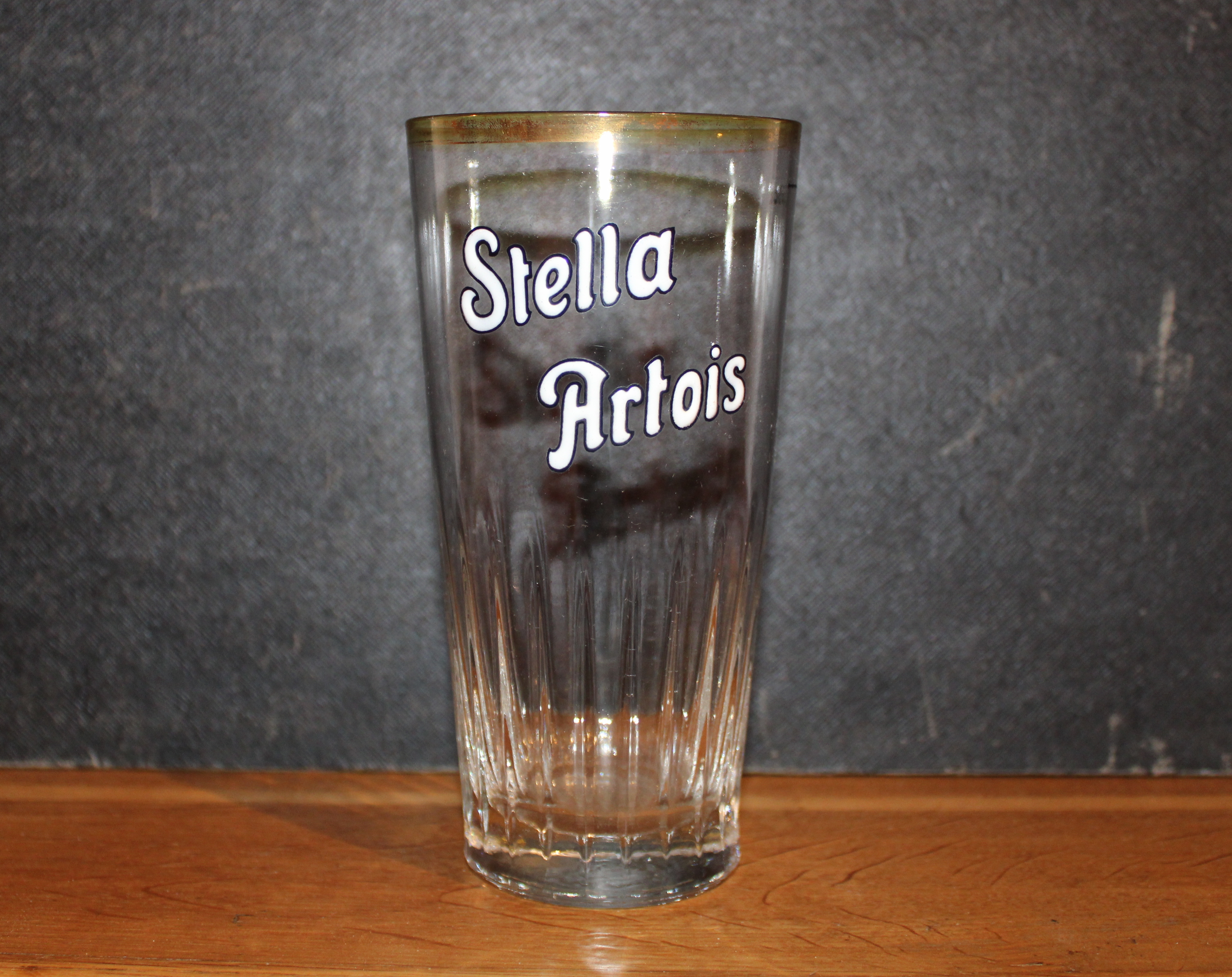
Vieux verre à bière Stella Artois avec écriture émaillée.
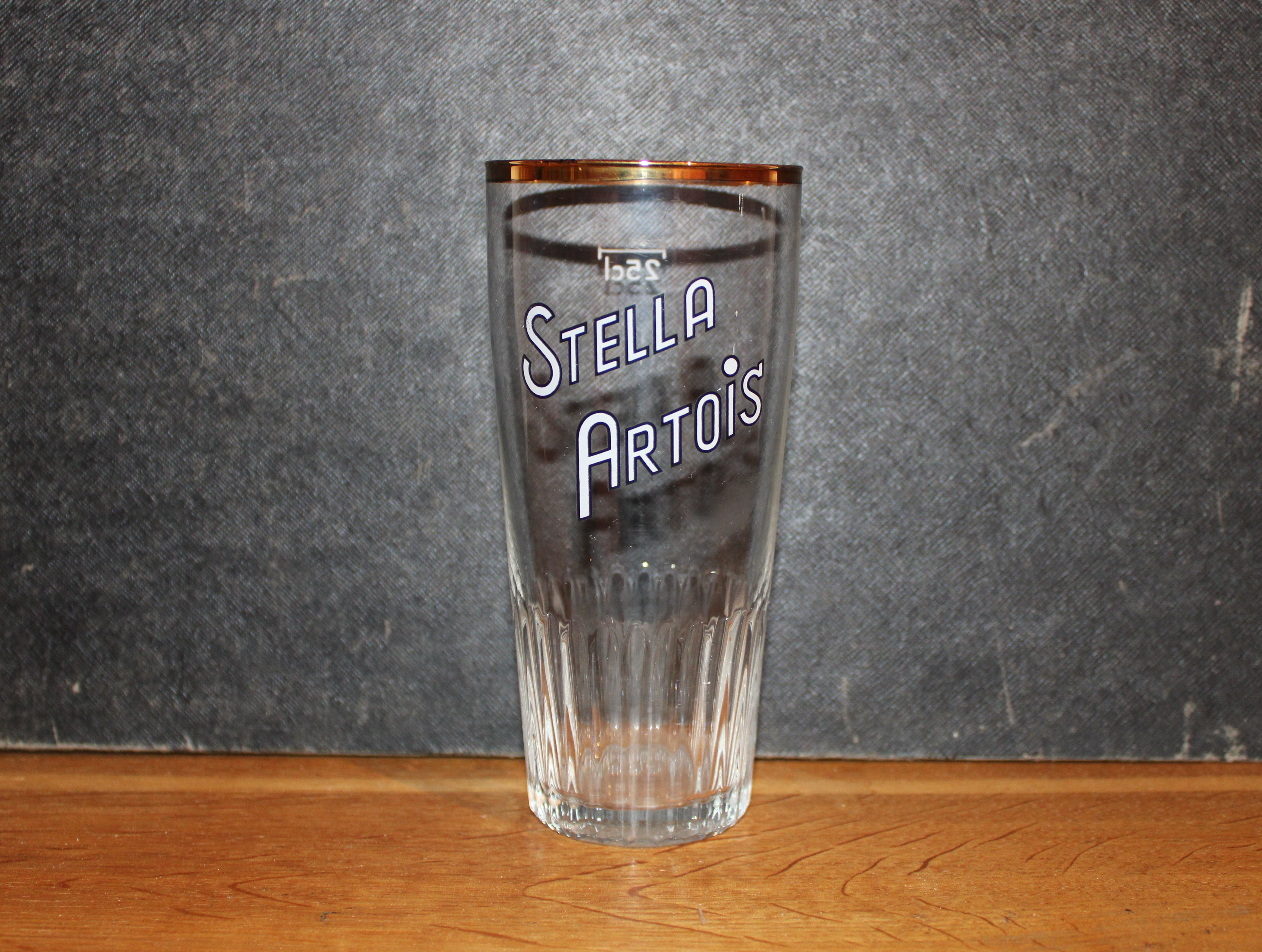
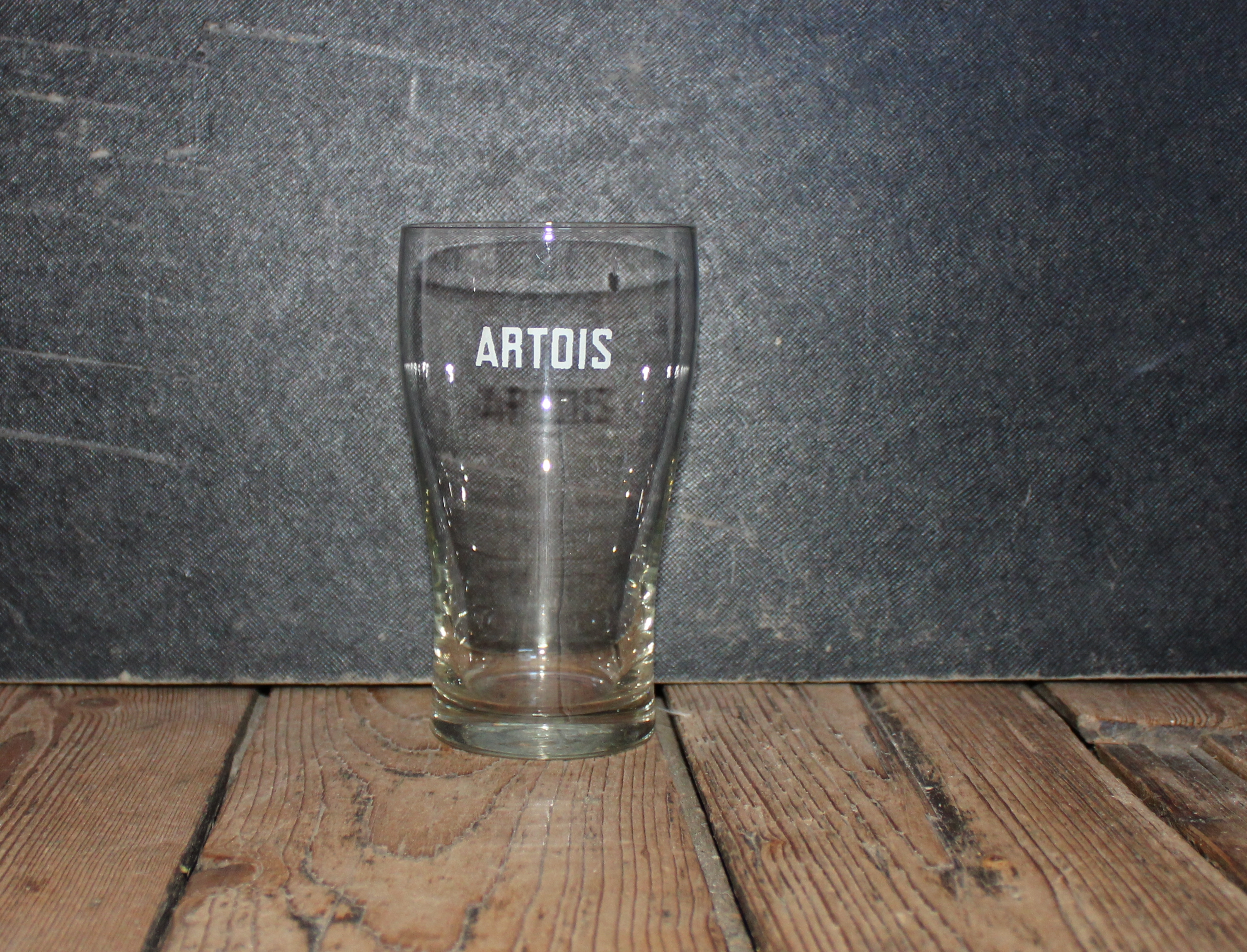
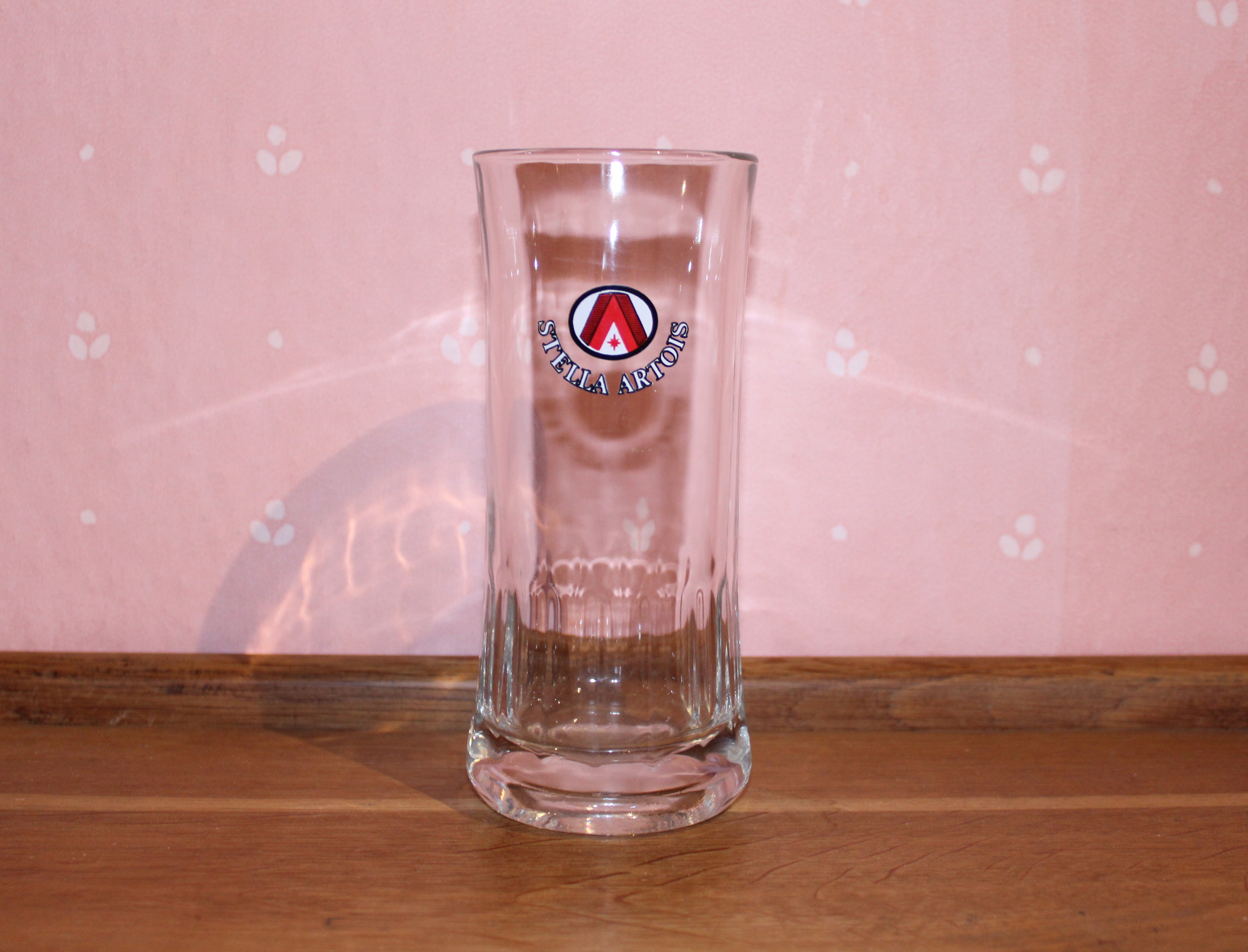
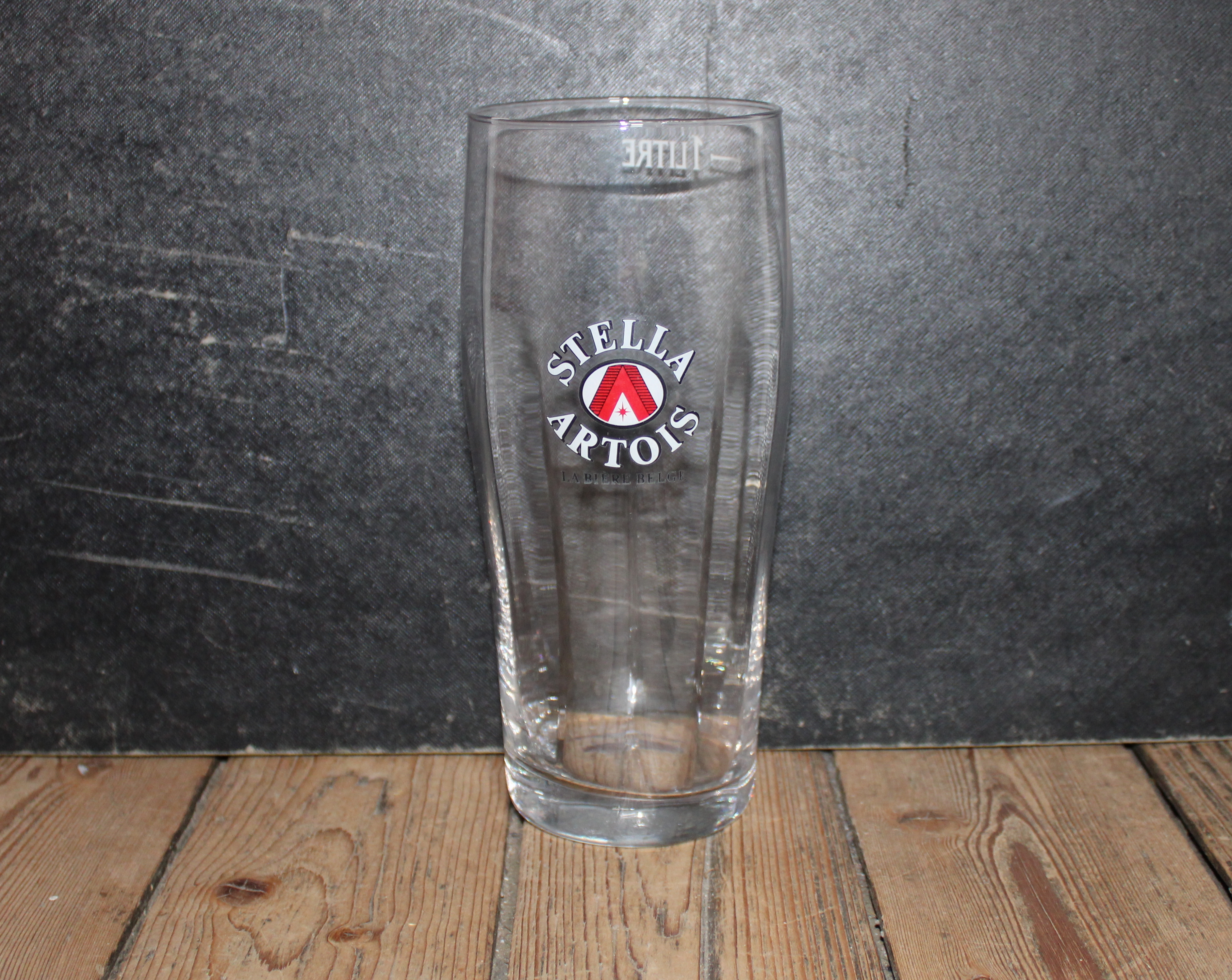
Verre à bière Stella Artois 1 Litre.
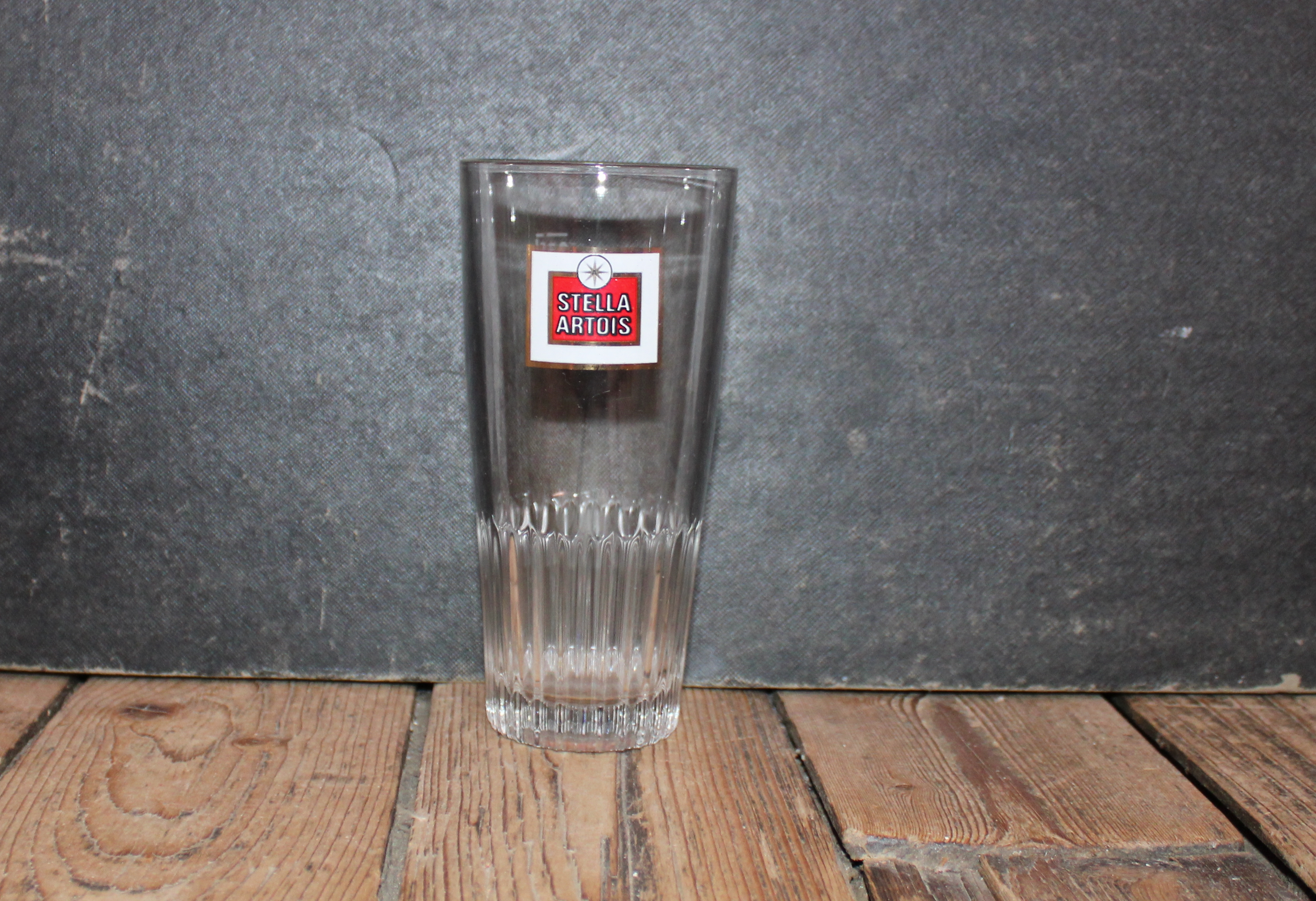
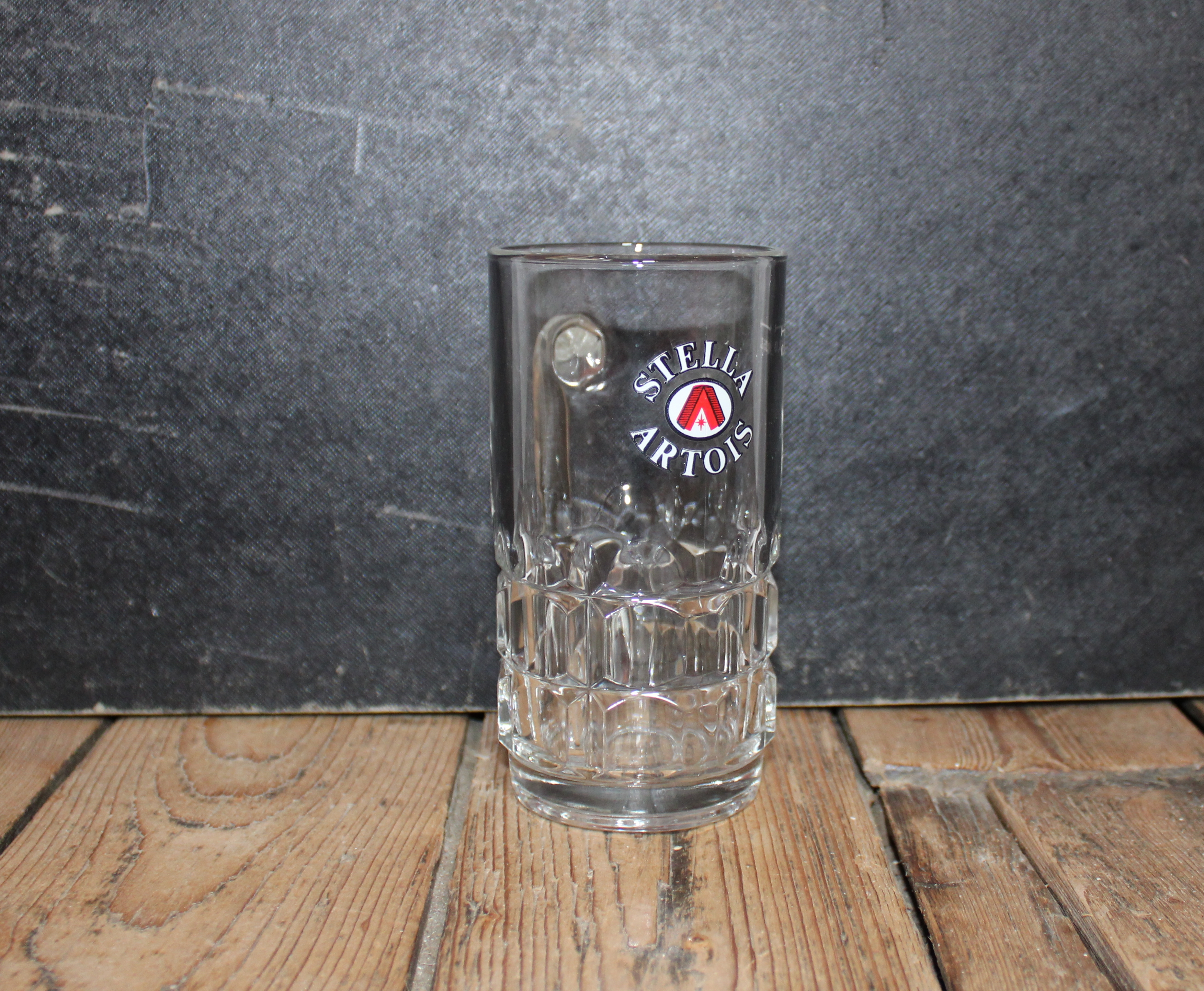
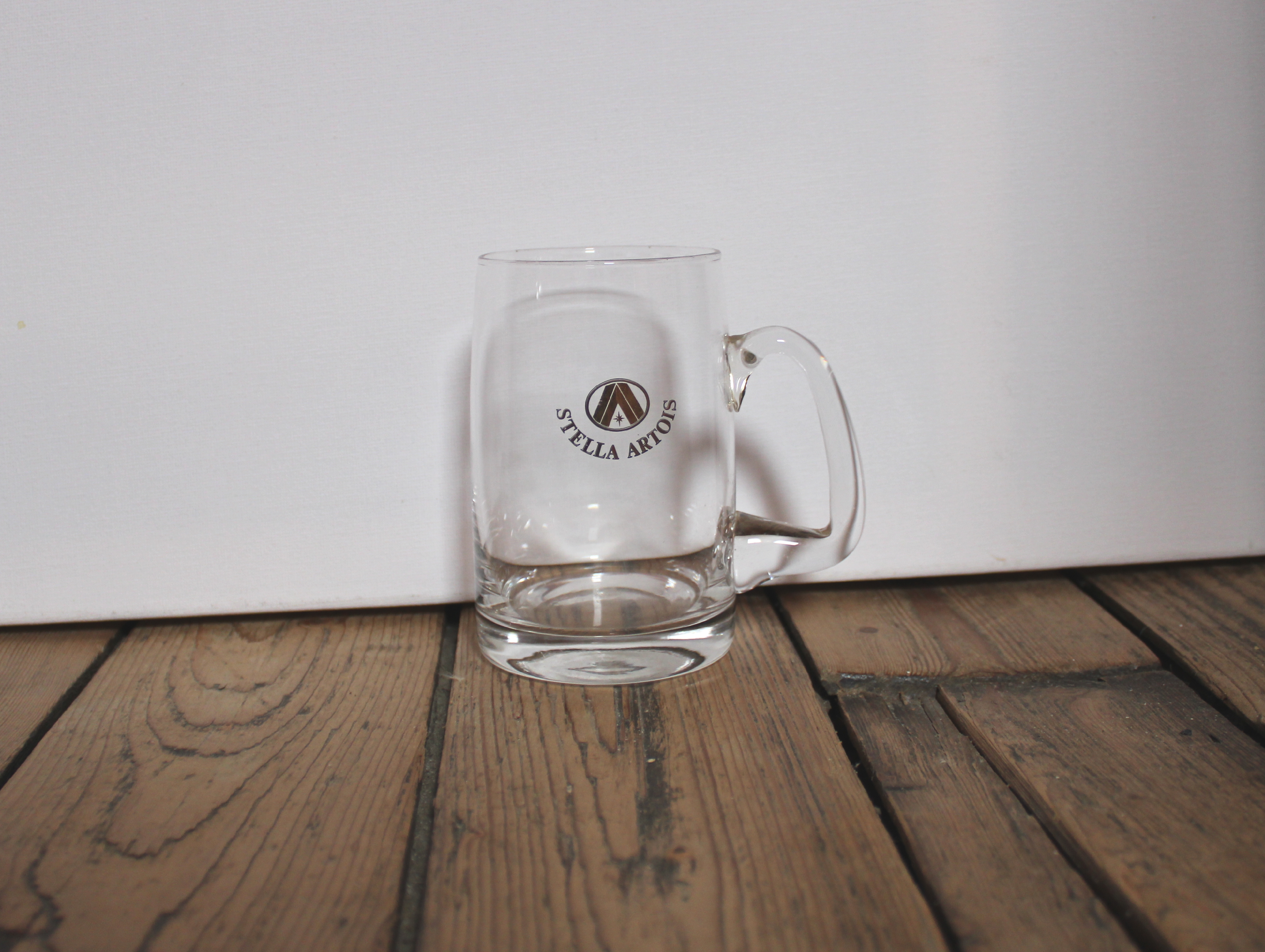